# Битка код Килкренкија
Битка код Килкренкија (енгл. Battle of Killiecrankie), вођена 1689, била је Пирова победа шкотских Јакобита над снагама новог краља Енглеске и Шкотске, Виљема III Оранског. Био је то главни окршај неуспелог Јакобитског устанка из 1689. године.

## Позадина
Године 1685. краља Енглеске и Шкотске Чарлса II Стјуарта наследио је његов млађи брат, Џејмс II Стјуарт. Иако су Енглеска и Шкотска биле протестантске државе још од средине 16. века, краљ Џејмс био је католик и покушао је да обнови католичку веру у својим краљевинама. Његов покушај наишао је на отпор свих слојева становништва, изузев малог броја енглеских католика, католичких кланова у шкотском Побрђу и већине становништва у Ирској, која је била већином католичка. У таквој ситуацији, енглески Парламент позвао је на власт Џејмсову протестантску ћерку Марију и њеног мужа, холандског принца Виљема Оранског, под условом да прихвате парламентарне слободе и заштите протестантску веру. Виљем Орански искрцао се у Енглеској у пролеће 1689. и дочекан је као ослободилац, ушавши у Лондон без отпора, где је крунисан као нови краљ Виљем III. Са малим бројем присталица, названих Јакобити по латинској верзији његовог имена, свргнути краљ Џејмс побегао је у Француску, а одатле у Ирску, где се одржао још годину дана заваљујући подршци ирских католика, који су били апсолутна већина у Ирској.

За то време, шкотски парамент у Единбургу, којим су доминирали ватрени протестанти, признао је Виљема за краља Шкотске. Присталице свргнутог краља Џејмса, којих је било много међу католичким брђанским клановима у северној Шкотској, окупиле су се око грофа од Дандија, који је подигао војску у име краља и кренуо на север, да подигне на оружје католичке брђане. На превоју Килкренки сукобио се са трупама шкотског парламента и енглеском војском под командом генерале Ерјуа Мекеја.

## Битка
На бојишту су се сукобиле две различито организоване и наоружане армије. Јакобитска армија састојала се од шкотских горштака под командом грофа Дандија. У основи то је била племенска војска шкотских кланова, састављена од свих способних мушкараца у племену, наоружаних на традиционали горштачки начин - мачем и округлим штитом, уз нешто лаког ватреног оружја (пиштоља и мускета кремењача). Уобичајена горштачка тактика била је једноставна, прилагођена храбрим и недисциплинованим добровољцима од којих су се састојале њихове војске тог времена. Војска би се постројила у бојни ред по племенима, сачекала да непријатељ приђе на пушкомет и испалила само један плотун из ватреног оружја, а затим без оклевања кренула на јуриш хладним оружјем.
Насупрот њима, Енглези и Шкоти из низије под командом енглеског генерала Ендрјуа Мекеја, који су подржавали краља Виљема, извели су на бојиште војску састављену од чета најамника и слабо обучених регрута мобилисаних међу сиромашним грађанима, који су били наоружани најмодернијим оружјем оног времена - мускетама са бајонетом. Иако добро оружје за борбу на одстојању, мускете оног времена имеле су утичне бајонете, који су се морали убацити у цев оружја, па су војници, сасвим природно, оклевали да их поставе на пушке како их не би учинили неупотребљивим.
При таквом односу снага, војске су размениле само по један плотун, после чега је уследио јуриш горштака на целој борбеној линији. Напад је био тако брз да већина регрута из низије није стигла да постави бајонете на пушке, тако да су одмах подлегли у борби прса у прса снажнијим и боље наоружаним брђанима.

## Последице
Победа присталица свргнутог краља Џејмса остала је без резултата. Због смрти лорда Дандија, недисциплинована војска горштака највећим делом се разишла после битке, а најупорнији су потучени у неколико мањих окршаја. Тако је власт у Шкотској остала у рукама присталица новог краља Виљема.

### Развој бајонета
Пошто се из прве руке уверио да су утични бајонети неупотребљиви у пракси, поражени генерал Мекеј конструисао је нови бајонет, који се помоћу прстена натицао на цев пушке, те се тако пушком могло несметано гађати и са бајонетом, који се могао поставити на оружје пре битке. Овакве бајонете су крајем 17. века увеле Енглеска и немачке државе, а почетком 18. века и остале војске у Европи.